# Katalinića brijeg
Katalinića brijeg (lokalni splitski naziv: Katalinića brig) je brijeg u Splitu. Nalazi se na poluotoku koji odvaja gradsku luku od uvale Bačvica. U srednjem vijeku na njemu je bila utvrda, od čega su danas ostali manji tragovi. Okružen je sljedećim ulicama: obala kneza Domagoja, Katalinićev prilaz, Prilaz žrtava komunizma i "Željezničar". Na brijegu su stambene zgrade i Park pomoraca u kojem je spomenički kompleks Svjetionik Pomorac i spomenik Neznanom pomorcu‎. S južne strane je donedavno bilo otvoreno more, a u drugoj polovici 2010-ih sagrađen je pristan za putničke krstarice koji zaklanja južnu obalu sa zapadne strane. Od gospodarskih objekata sa zapadne strane bili su pogoni Dalmacijavina, sa sjevera je Pomorska policija, s istoka usjek željezničke pruge koja završava ovdje i tu je graničnik s odbojnicima. U vrijeme komunizma na brijegu je bio zatvor-mučilišta, gdje su mnogi izgubili zdravlje, neki i život poput svećenika don  Rade Jerkovića. Staza na tom mjestu dobila je naziv Prilaz žrtava komunizma. Ispod zatvorske zgrade bile su ćelije iz vremena Udbe. Poslije su u toj zgradi billi smješteni agenti središnjice SOA-e za Dalmaciju. Naviješteno je da će iz oronule zgrade agenti iseliti čim dobiju zamjensku zgradu. Nakon što se odsele, zgradu će se najvjerojatnije srušiti.
U 17. stoljeću poluotočić na kojem se nalazi brijeg zvao se Bačvice. Utvrda na njemu podignuta je za Kandijskog rata radi obrane pristupa gradu s istočne kopnene i s morske strane. Poluotočić je nazvan Bačvice vjerojatno zato što su bačvasta oblika njegove visoke i strme hridine sa zapadne strane. Prestankom osmanske opasnosti, topovske bitnice su ostale te s onima na rtu Sustipana štitile morski prilaz Splitu od nezvanih gostiju. Ovdje je bilo prvo veliko splitsko izvangradsko groblje, pola stoljeća prije Sustipana. Za vrijeme kuge ovdje su na poluotočiću pokapali mrtve uz crkvicu sv. Marije, a osobito mnogo je pokopano za kuge 1783. – 84. Do početka 20. stoljeća ovdje je bio kameni križ s natpisom ob pestem. Od 1872. do 1887. građen je lukobran kojim je poluotočić poprimio današnji izgled. Tad je poznata splitska bogata obitelj Katalinić dala podići dvije velike zgrade podno njegovih zapadnih hridina, a na vrhu, na brijegu reprezentativni ljetnikovac. Od tad brijeg nosi naziv Katalinića brig, a Bačvice je ime za uvalu do.
Svjetionik Pomorac je u primjeni u pomorskoj signalizaciji.